# 北千島臨時要塞
北千島臨時要塞（きたちしまりんじようさい）とは、千島列島・幌筵島の防備のため設置された大日本帝国陸軍の要塞である。当初は幌筵臨時要塞と呼称した。

## 概要
1940年8月、幌筵島に臨時要塞を建設する命令が出された。同年9月に着工し、同年11月、建設工事が完了した。同年10月に北千島要塞司令部が設置され、北千島要塞砲兵2箇中隊が配備された。1941年7月10日には関東軍特種演習に伴い、北千島要塞歩兵隊（歩兵3個中隊基幹）の編成が下令され、7月26日に第7師団長管理下で完結し、9月6日に到着した。
太平洋戦争目前の1941年11月8日に本戦備が発令され、終戦まで活動を継続した。この間、アッツ島の防備のため、1942年10月に北千島要塞歩兵隊主力（第1・第3中隊、銃砲隊の速射砲小隊）と第6要塞山砲隊、要塞工兵1個小隊などが抽出され、高射砲1個中隊とともに米川浩中佐の指揮の下でアッツ島に進出した。北海守備隊アッツ地区隊を構成した米川部隊は、その後の増援部隊とともに北海守備隊第2地区隊長の山崎保代大佐の指揮下に入り、アッツ島の戦いで玉砕した。
また、要塞砲兵隊は1943年に新設の千島第1守備隊に配属となり、最終的には第91師団に編合されて師団砲兵隊となった。うち重砲兵2個小隊は占守島の戦いでソ連軍と交戦した。なお、北千島には他の要塞部隊として、東京湾要塞・下関要塞・澎湖島要塞から各1個中隊が抽出されて、配備されている。

## 年譜
- 1940年（昭和15年）8月 幌筵臨時要塞建設命令
  - 9月 建設工事着工
  - 10月 北千島要塞司令部設置
  - 11月 建設工事完了
- 1941年（昭和16年）9月 三八式十糎加農砲2門の補強工事完了。

## 兵備
- 三八式野砲12門
- 八八式七糎野戦高射砲8門
- 高射機関銃16門
- 三八式十糎加農砲2門
- 90センチ探照灯4基
- 空中聴音機9
- 無線電信機2

## 歴代司令官
- 小林俊一 中佐：1940年10月8日 -
- 小林与喜三 大佐：1942年8月15日 -